# Fulgence Rwabu
Fulgence Rwabu (ur. 23 listopada 1947) – ugandyjski lekkoatleta, maratończyk, uczestnik Letnich Igrzysk Olimpijskich 1972.
Na igrzyskach w Monachium, startował w maratonie. Rwabu ukończył maraton na 59. miejscu (na 62 zawodników, którzy ukończyli zawody). Uzyskał czas 2:57:04,4.